# Swift Manufacturing

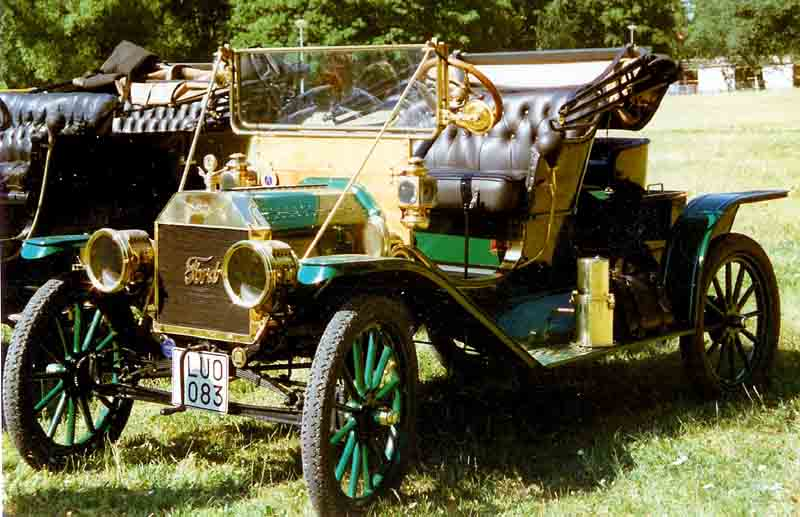
Ford Modell T (1910)

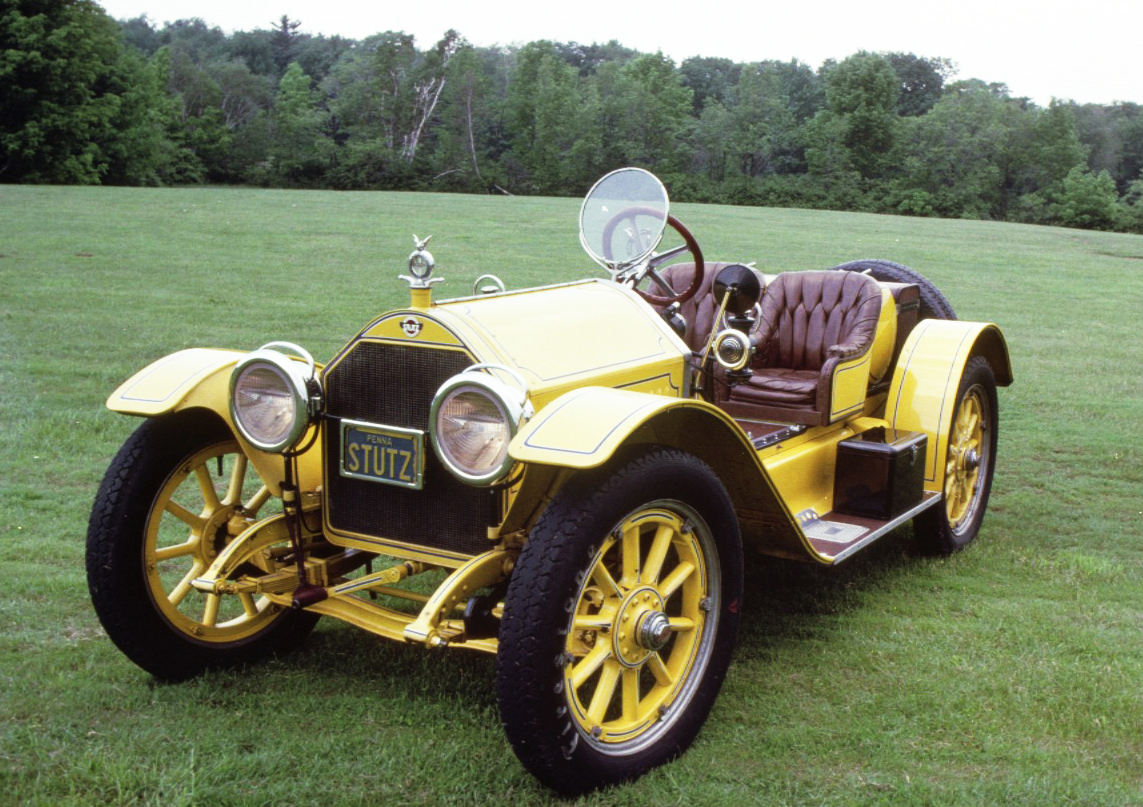
Stutz Bearcat

Die Swift Manufacturing Company, vorher WM Manufacturing Company, war ein US-amerikanischer Automobilhersteller.

## Beschreibung
Die WM Manufacturing Company aus San Diego (Kalifornien) stellte ab 1959 Automobile her. Der Markenname lautete Swift. Später setzte Swift Manufacturing Company aus El Cajon (Kalifornien) die Produktion fort. 1960 wurde das Projekt aufgegeben.

## Fahrzeuge
Vom Swift gab es zwei Modelle, den T, eine Replica des Ford Modell T von 1910, und den Cat, eine Replica des Stutz Bearcat, jeweils in 75–80 % der Originalgröße und mit dünnen Drahtspeichenrädern. Unterschieden sich die Wagen in ihrem äußeren Erscheinungsbild, so war ihre Technik doch gleich. Beide zweisitzigen Runabout besaßen 1676 mm Radstand und waren 2007 mm lang. Angetrieben wurden sie von einem Einzylindermotor von Clinton, der 136 cm³ Hubraum hatte und 3 bhp (2,2 kW) bei 3600 min−1 leistete.
Der Verkaufspreis der 104 kg schweren Wagen lag bei US$ 795,–. Von jedem der Modelle entstanden ungefähr 100 Stück.